# 浅尾哲朗
浅尾 哲朗（あさお てつろう、1940年(昭和15年)4月3日 -　）は、日本の生物学者、聖マリアンナ医科大学名誉教授。

## 経歴
宮城県生まれ。1970年東京大学大学院理学系研究科修了、「初期発生胚にみられるヒストンの挙動」で理学博士。
東京教育大学助手、聖マリアンナ医科大学講師、助教授、教授、2005年退職、名誉教授。
著書掲載の紹介文によると、退職後は自身の健康長寿のため健康食品メーカー有限会社ビタミンYを起業、人の周辺の難問（血液型と性格、日本人のメンタリティ、不老長寿など）の解明に挑戦。
専門は発生生物学。

## 著書
- 『たちまち相性と性格がわかる本』学陽書房、1983
- 『血液型と音声による赤ちゃんの名づけ方』新星出版社、1985
- 『日本人のメンタリティーと日本の教育』文芸社、1999
- 『血液型と母音と性格』論創社、2004
- 『不老長寿のすすめ』東京図書出版会、2008
- 『日本の近代戦史の総括と日本人のメンタリティ』ブイツーソリューション、2013

### 監修・共著
- 『血液型と母音でわかる新型性格診断』監修 ブックマン社、2005
- 『目でみる生物学』石原勝敏、団まりな、山口征矢、弥益恭共著 培風館、1987

## 参考
- [ISBN　978-4-434-17547-3]
- 『現代日本人名録』2002年